# Lista de publicações de My Little Pony: A Amizade É Mágica (quadrinho)
Esta é a lista de volumes e edições de My Little Pony: A Amizade é Mágica, publicado pela editora IDW Publishing.

## Lista de volumes
| Retorn of Queen Chrysalis: - Edição 1 (lançado em 28 de novembro de 2012) - Edição 2 (lançado em 2 de janeiro de 2013) | - Edição 3 (lançado em 6 de fevereiro de 2013) - Edição 4 (lançado em 6 de março de 2013) |

| Nightmare Rarity: - Edição 5 (lançado em 27 de março de 2013) - Edição 6 (lançado em 24 de abril de 2013) | - Edição 7 (lançado em 15 de maio de 2013) - Edição 8 (lançado em 12 de junho de 2013) |

| Zen and the Art of Gazebo Repair: - Edição 9 (lançado em 1 de agosto de 2013) (variante SDCC: 18 de agosto de 2013) - Edição 10 (lançado em 28 de agosto de 2013) | Neigh Anything: - Edição 11 (lançado em 25 de setembro de 2013) - Edição 12 (lançado em 30 de outubro de 2013) |

| Friendship Ahoy!: - Edição 13 (lançado em 20 de novembro de 2013) - Edição 14 (lançado em 18 de dezembro de 2013) | TBA: - Edição de 15 (lançado em 15 de janeiro de 2014) - Edição de 16 (lançado em 5 de fevereiro de 2014) |

| Reflections: - Edição 17 (lançado em 19 de março de 2014) - Edição 18 (lançado em 30 de abril de 2014) | - Edição 19 (lançado em 28 de maio de 2014) - Edição 20 (lançado em 25 de junho de 2014) |

| Manehattan Mysteries: - Edição 21 (lançado em 16 de julho de 2014) - Edição 22 (lançado em 13 de agosto de 2014) | TBA: - Edição 23 (lançado em 3 de setembro de 2014) Discord in Time: - Edição 24 (lançado em 8 de outubro de 2014) |

| The Good, The Bad, and the Pony: - Edição 25 (lançado em 19 de novembro de 2014) - Edição 26 (lançado em 24 de dezembro de 2014) | The Root of the Problem: - Edição 27 (lançado em 28 de janeiro de 2015) - Edição 28 (lançado em 18 de março de 2015) |

| TBA: - Edição 29 (lançado em 25 de março de 2015) Ponyville Days: - Edição 30 (lançado em 20 de maio de 2015) - Edição 31 (lançado em 10 de junho de 2015) | Night of the Living Apples: - Edição 32 (lançado em 22 de julho de 2015) - Edição 33 (lançado em 19 de agosto de 2015) |

| Siege of the Crystal Empire: - Edição 34 (lançado em 16 de setembro de 2015) - Edição 35 (lançado em 21 de outubro de 2015) | - Edição 36 (lançado em 18 de novembro de 2015) - Edição 37 (lançado em 16 de dezembro de 2015) |

| Don’t You Forget About Us: - Edição 38 (lançado em 13 de janeiro de 2016) - Edição 39 (lançado em 10 de fevereiro de 2016) TDA: - Edição 40 (lançado em 16 de março de 2016) | Rainbow Dash and the Very Bad Day e A Pinkie Pie Story That Pinkie Pie Kinda Sorta Remembers: - Edição 41 (lançado em 13 de abril de 2016) - Edição 42 (lançado em 11 de maio de 2016) |

| Ponies of Dark Water: - Edição 43 (lançado em 15 de junho de 2016) - Edição 44 (lançado em 27 de julho de 2016) - Edição 45 (lançado em 31 de agosto de 2016) | Election: - Edição 46 (lançado em 28 de setembro de 2016) - Edição 47 (lançado em 19 de outubro de 2016) |

| Chaos Theory: - Edição 48 (lançado em 9 de novembro de 2016) - Edição 49 (lançado em 21 de dezembro de 2016) - Edição 50 (lançado em 1 de fevereiro de 2017) | From the Shadows: - Edição 51 (lançado em 22 de fevereiro de 2017) - Edição 52 (lançado em 22 de março de 2017) - Edição 53 (lançado em 3 de maio de 2017) |

| TDA: - Edição 54 (lançado em 24 de maio de 2017) Wings Over Yakyakistan: - Edição 55 (lançado em 21 de junho de 2017) - Edição 56 (lançado em 12 de julho de 2017) | TDA: - Edição 57 (lançado em 9 de agosto de 2017) - Edição 58 (lançado em 13 de setembro de 2017) |

| TDA: - Edição 59 (lançado em 4 de outubro de 2017) - Edição 60 (lançado em 8 de novembro de 2017) | Convocation of the Creatures!: - Edição 61 (lançado em 6 de dezembro de 2017) - Edição 62 (lançado em 31 de janeiro de 2018) TDA: - Edição 63 (lançado em 21 de fevereiro de 2018) |

| TDA: - Edição 64 (lançado em 21 de março de 2018) - Edição 65 (lançado em 18 de abril de 2018) - Edição 66 (lançado em 16 de maio de 2018) | Tempest's Tale: - Edição 67 (lançado em 4 de junho de 2018) - Edição 68 (lançado em 25 de julho de 2018) |

| TDA: - Edição 69 (lançado em 8 de agosto de 2018) - Edição 70 (lançado em 5 de setembro de 2018) - Edição 71 (lançado em 3 de outubro de 2018) | - Edição 72 (lançado em 7 de novembro de 2018) - Edição 73 (lançado em 19 de dezembro de 2018) |

| TDA: - Edição 74 (lançado em 23 de janeiro de 2019) Cosmos: - Edição 75 (lançado em 6 de março de 2019) - Edição 76 (lançado em 20 de março de 2019) | - Edição 77 (lançado em 1 de maio de 2019) - Edição 78 (lançado em 12 de junho de 2019) |

| TDA: - Edição 79 (lançado em 3 de julho de 2019) - Edição 80 (lançado em 24 de julho de 2019) - Edição 81 (lançado em 28 de agosto de 2019) | - Edição 82 (lançado em 18 de setembro de 2019) - Edição 83 (lançado em 16 de outubro de 2019) |

| TDA: - Edição 84 (lançado em 13 de novembro de 2019) - Edição 85 (lançado em 8 de janeiro de 2020) - Edição 86 (lançado em 22 de janeiro de 2020) | The Fast and the Furriest: - Edição 87 (lançado em 26 de fevereiro de 2020) - Edição 88 (lançado em 25 de março de 2020) |

| Episode 1: - Edição 89 Episode 2: - Edição 90 Episode 3: - Edição 91 |

### Edição especial
| N° | Título                                        | Data de publicação    | ISBN |
| --- | --------------------------------------------- | --------------------- | ---- |
| 1 | My Little Pony: IDW 20/20{{{TítuloOriginal}}} | 23 de janeiro de 2019 | —    |
| IDW 20/20 dá início à comemoração do 20º aniversário da IDW! Um novo evento semanal, dando um vislumbre de seus personagens favoritos de 20 anos no futuro—ou passado! O que os transformou nas heroínas que você ama… e que reviravoltas ao futuro reserva…? As pôneis mais corajosas e mágicas de Ponyville celebram a amizade e a diversão nesta aventura ambientada há vinte anos! Twilight Sparkle, Rainbow Dash e o resto das suas amigas pôneis favoritas são jovens—certamente as coisas não podem ficar muito loucas, certo?! Uma coisa é certa: não importa quais escapadas elas enfrentam, a magia da amizade os ajudará! |                                               |                       |      |